# Khürelbaataryn Tsend-Ayuush
Khürelbaataryn Tsend-Ayuush (tiếng Mông Cổ: Хүрэлбаатарын Цэнд-Аюуш; sinh ngày 22 tháng 2 năm 1990) là một cầu thủ bóng đá chuyên nghiệp hiện đang chơi ở vị trí tiền vệ cho đội bóng Khoromkhon của giải Mongolian Premier League và đội tuyển bóng đá quốc gia Mông Cổ.

## Thống kê sự nghiệp

### Bàn thắng quốc tế
| 1.                                          | 29 tháng 6 năm 2011 | Trung tâm bóng đá MFF, Ulan Bator, Mông Cổ | Myanmar | 1–0 | Chiến thắng | Vòng loại giải vô địch bóng đá thế giới 2014 khu vực châu Á (vòng 1) |
| Chính xác tính đến ngày 21 tháng 7 năm 2013 |                     |                                            |         |     |             |                                                                      |